# Rabe Hermann von Cloedt
Rabe Hermann von Cloedt (* 1616; † 1696) war ein deutscher Offizier aus dem westfälischen Adelsgeschlecht von Cloedt. Er diente während des Dreißigjährigen Krieges als Kommandant der Sparrenburg in Bielefeld. 

## Herkunft
Rabe Hermann entstammte dem alten westfälischen Adelsgeschlecht von Cloedt (auch: Clodt, Cloidt), das seit dem 13. Jahrhundert in Urkunden erscheint. Die Familie stellte über Generationen hinweg Beamte, Offiziere und Gutsbesitzer im Raum Westfalen, besonders in der Grafschaft Mark und dem Herzogtum Westfalen.

## Militärische Laufbahn
Rabe Hermann von Cloedt diente im frühen 17. Jahrhundert vermutlich in brandenburgischen oder protestantischen Regimentern. Rabe Hermann trug den militärischen Rang eines Obristen (Obersts), was ihn zu einem ranghohen Offizier innerhalb der Streitkräfte machte. Während des Dreißigjährigen Krieges wurde er zum Kommandanten der Sparrenburg in Bielefeld ernannt. Die Festung hatte zu dieser Zeit strategische Bedeutung als befestigter Ort an der Konfessionsgrenze.

### Belagerung von 1673 durch Truppen des Bistums Münster
Im Jahr 1673 nutzte der münsterische Fürstbischof Christoph Bernhard von Galen die angespannten Verhältnisse in Europa aus und griff gemeinsam mit französischen Verbündeten die brandenburgischen Besitzungen in Westfalen an. An den Ostertagen dieses Jahres stand ein rund 4000 Mann starkes Heer unter General Dietrich Hermann von Nagel vor den Toren Bielefelds.
Die Festung Sparrenburg wurde zu diesem Zeitpunkt von etwa 1500 Brandenburgern unter dem Kommando von Rabe Hermann von Cloet verteidigt. Am 30. März begannen die münsterischen Truppen mit der Beschießung der Stadt und der Burg. Dabei wurden zahlreiche Gebäude beschädigt, unter anderem das Rathaus und die Altstädter Kirche. Dennoch gelang es den Bielefelder Bürgern, mit vereinten Kräften Brände zu löschen und größere Zerstörungen zu verhindern.
Von Cloet ließ die Burgartillerie das feindliche Feuer erwidern. Einem zeitgenössischen Bericht zufolge wurde General Nagel dabei beinahe von einer Kugel getroffen. Die Bielefelder Stadtführung bemühte sich anschließend um eine Verhandlung mit dem Angreifer. Man stellte General Nagel in Aussicht, 4000 Taler für einen geordneten Abzug zu zahlen. Dieser zog sich wenige Tage später tatsächlich zurück, ob gegen Zahlung oder aufgrund der aussichtslosen Lage, ist unklar.

### Französischer Angriff 1679
Im Jahr 1679, nach dem Ende des Dreißigjährigen Krieges, wurde Bielefeld erneut von französischen Truppen bedroht, als Marschall François de Créquy die Festung Sparrenburg und die Stadt mit 12.000 schwer bewaffneten Soldaten einnehmen wollte. Der Festungskommandant, General Wolfgang Ernst von Eller, verließ die Festung mit der Hauptbesatzung, um sich auf Befehl des Kurfürsten Friedrich Wilhelm in Sicherheit zu bringen, wodurch nur etwa 200 Soldaten unter dem Kommando von Rabe Hermann von Cloedt zurückblieben.

### Täuschungsaktion zur Verwirrung des Feindes
Rabe Hermann von Cloedt entschied sich, den französischen Truppen eine größere Besatzung der Festung vorzutäuschen. Er ließ je 40 Soldaten in unterschiedlichen Uniformen und mit Fahnen um die Festung marschieren, sodass der Feind fälschlicherweise annahm, dass die Festung von 600 Mann verteidigt wurde. Diese Aktion verunsicherte die französische Armee und führte dazu, dass de Créquy von einem direkten Angriff absah, obwohl die Festung nur eine viel kleinere Besatzung hatte. Dies ist heute als eine der bemerkenswertesten Täuschungen in der Militärgeschichte von Bielefeld bekannt.

### Nachspiel und Vorwürfe des Hochverrats
Diese Ereignisse zeigen Cloedts taktisches Geschick und seine Bereitschaft, durch kluge Täuschung Menschenleben und Stadt zu schützen. Obwohl er damit einen großen militärischen Erfolg erzielte, wurde er später von seinem Vorgesetzten Wolf Ernst von Eller wegen angeblicher Übergabe der Stadt des Hochverrats beschuldigt. Es kam zu einer Untersuchung, bei der von Cloedt seine Entscheidungen in einem schriftlichen Bericht wie folgt verteidigte:
„Nachdem die mir anvertraute Festung Sparenberg den 19. Juni (den 9ten alten Styls) 1679 von dem feindlichen französischen Marschall de Crequi, wie das Protokoll näher nachweiset, aufgefordert worden, habe ich dritten Tages eine Sortie verfertigen lassen und einige 40 Mann achter den Charpentiner in des Feindess Ansehen herauf marschiren lassen, diejenige also balt wieder aus der Sortie verdeckt herausen geschickt; zween Stunden hernach im Berge oder Busch ihre Kleider verwenden müssen, und wieder wie vorher herauf marschiren lassen, hernach die noch bei mir vorhandenen 4 Fähnleins auf die Rondelen aufstellen lassen, der Feind nicht anderst wissend, ich hätte einen Succurs von 100 Mann bekommen, indehme meine Besatzung nur in 220 Mann bestunde. Der Feind nicht anderst wissend, ich hätte 600 Mann in meine Besatzung gehabt, und dadurch, vermute ich, mich zu ataquiren ein Bedenken getragen, dass also nach Gelegenheit alle Sorgfalt umb den ahn mir vertrauten Ort so viel mir möglich zu konserviren gedachte.“
Die Vorwürfe wurden fallengelassen, das Verhältnis zur Familie Eller blieb jedoch angespannt: Der Sohn des Drosten forderte von Cloedt zum Duell, was dieser mit Verweis auf seinen Rang ablehnte.

### Flickengedicht
Ein zeitgenössisches satirisches Gedicht, das sogenannte Flickengedicht, nennt ihn als zweithöchste Autorität in der Region, direkt nach dem Landdrost Clamor von dem Bussche.

## Persönliches Leben
Rabe Hermann von Cloedt war Sohn von Westhoff von Cloet (kurpfälzischer Hauptmann, Droste und Geheimer Rat) und Friderica Bawir zu Rumilian und Franckenberg. Er war das sechste von mindestens acht Kindern.
Nach dem Zweiten Weltkrieg wurde im Bereich der ehemaligen Kapelle der Sparrenburg ein Sarkophag gefunden, der Rabe Hermann von Cloedt, dem letzten Burghauptmann, zugeschrieben wird. Geplant war, diesen Fund durch eine vandalismussichere Glasplatte im Boden sichtbar machen, um die historische Bedeutung des Ortes und seiner Verteidiger zu würdigen.

## Nachwirkung
Die Entscheidung von Rabe Hermann von Cloedt, die Stadt Bielefeld zu verschonen, wurde in späteren Berichten als mutige und kluge Handlung gewürdigt. In seiner Rechtfertigung, die er in Berlin verfasste, erklärte er, dass er im Sinne der Stadt und der zivilen Bevölkerung gehandelt habe. Für seine Tapferkeit und seine listige Taktik wurde er in Bielefeld als heldenhafter Führer gefeiert, auch wenn er in der breiteren Geschichte nur wenig Beachtung fand.